# Neoplea
Neoplea is een geslacht van wantsen uit de familie van de Pleidae (Dwergbootsmannetjes). Het geslacht werd voor het eerst wetenschappelijk beschreven door Esaki & China in 1928.

## Soorten
Het genus bevat de volgende soorten:

- Neoplea absona (Drake & Chapman, 1953)
- Neoplea apopkana (Drake & Chapman, 1953)
- Neoplea argentina (Drake & Chapman, 1953)
- Neoplea borellii (Kirkaldy, 1899)
- Neoplea gauchita Bachmann, 1968
- Neoplea globoidea Nieser, 1975
- Neoplea harnedi (Drake, 1922)
- Neoplea hyaloderma Cook, Mondragón-F. & Morales, 2020
- Neoplea lingula Roback & Nieser, 1974
- Neoplea maculosa (Berg, 1879)
- Neoplea melanosoma Cook, Mondragón-F. & Morales, 2020
- Neoplea mexicana (Drake & Chapman, 1953)
- Neoplea notana (Drake & Chapman, 1953)
- Neoplea punctifer (Barber, 1923)
- Neoplea semipicta (Horváth, 1918)
- Neoplea striola (Fieber, 1844)
- Neoplea tenuistyla Roback & Nieser, 1974